# Villerslev (parochie)
Villerslev is een parochie van de Deense Volkskerk in de Deense gemeente Thisted. De parochie maakt deel uit van het bisdom Aalborg en telt 343 kerkleden op een bevolking van 375 (2004).
Historisch maakt de parochie deel uit van de herred Hassing. In 1970 werd de parochie opgenomen in de nieuw gevormde gemeente Sydthy, die in 2007 opging in Thisted.
Agger · Bedsted · Boddum · Gettrup · Grurup · Harring · Hassing · Helligsø · Heltborg · Hørdum · Hørsted · Hurup · Hvidbjerg Vesten Å · Lodbjerg · Ørum · Skyum · Snedsted · Sønderhå · Stagstrup · Stenbjerg · Vestervig · Villerslev · Visby · Ydby